# Kartnaller
Kartnaller é um apelido de família do Tirol com raíz latina toponímica. 

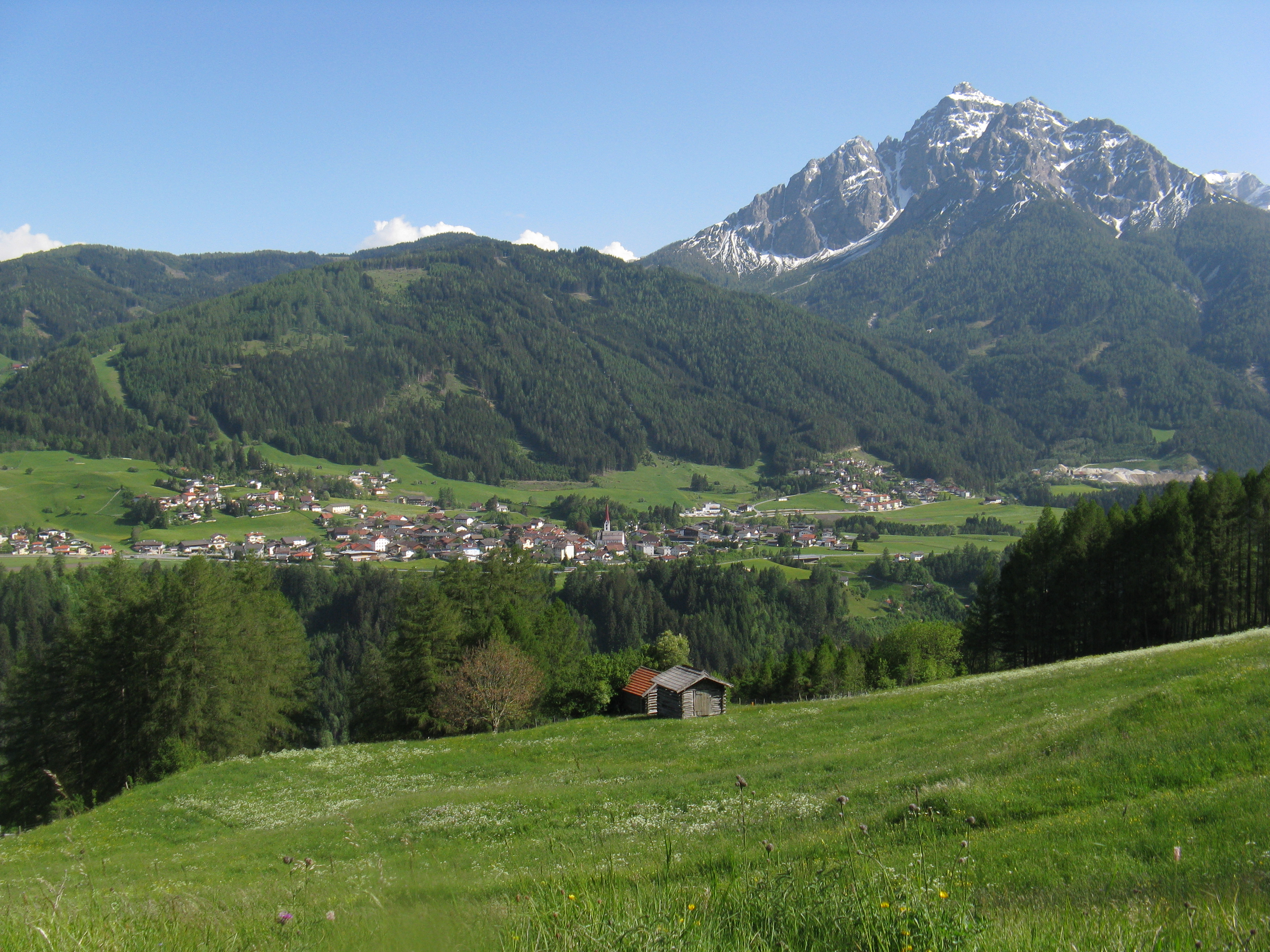
Vale do Stubai, Tirol, Áustria.

## Origem
Tem o seu origem nas Alpes do Tirol (Vale do Stubai), na localidade do Kartnall, Município do Neustift. Deriva da palavra latina cortinale, parte da fazenda romana.

## Distribuição
No Brasil é frequente no Estado do Rio de Janeiro devido a emigrantes tiroleses do siglo XX.

## Santa Leopoldina
Na cidade de Santa Leopoldina existe o bairro do Tirol, fundado por emigrantes do Vale do Stubai.

## Páginas web
- Página de turismo do Vale do Stubai
- Parte da fazenda Kartnall
- Página do Município de Neustift no Vale do Stubai